# 볼비트
볼비트(Volbeat)는 덴마크의 헤비 메탈 밴드이다.